# Нивна
Ни́вна — село в Україні, у Романівській громаді Житомирської області. Населення становить 200 осіб.

## Історія
У 1906 році село Романівської волості Новоград-Волинського повіту Волинської губернії. Відстань від повітового міста 48 версти, від волості 11. Дворів 78, мешканців 541.
В селі діє:
- Нивненська ЗОШ І ступеня (Нивненська філія Биківського ліцею)
- Сільський клуб
- Фельдшерський пункт (село Ольшанка)
- Магазин

На початку 20 ст. територію від східної околиці села до лісу, займало село Генріхівка. Воно було більшим за навколишні села, і Д. Зеров, що проводив тут ботанічні дослідження у 1932 р. відносить їх до Генріхівської сільради, називаючи хуторами. На даний момент село Генріхівка повністю зникло.
Колишній орган місцевого самоврядування -  Нивненська сільська рада.

## Населення

### Мова
Розподіл населення за рідною мовою за даними перепису 2001 року:
| Мова       | Відсоток |
| ---------- | -------- |
| українська | 99,5%    |
| російська  | 0,5%     |

## Географія
У селі річка Сарнівка впадає у річку Нивну, праву притоку Случі.

Нивненська загальноосвітня школа І-ІІ ст.